# Todi Jónsson
Todi Adam Jónsson (* 2. Februar 1972 in Vejle, Dänemark) ist ein ehemaliger färöischer Fußballspieler und zweitbester Torschütze der färöischen Nationalmannschaft.

## Fußball

### Vereine
Seine Fußballkarriere begann Jónsson bei KÍ Klaksvík. Das erste Pflichtspiel absolvierte er 1989 am dritten Spieltag der ersten Liga im Auswärtsspiel gegen GÍ Gøta. Beim 3:3-Unentschieden erzielte er direkt sein erstes Pflichtspieltor zur zwischenzeitlichen 3:1-Führung. In den folgenden fünf Ligabegegnungen kam Jónsson ebenfalls zum Einsatz. 1990 zählte er ab der zweiten Saisonhälfte zu den Stammspielern. Im Finale des Pokals gegen GÍ Gøta spielte er von Beginn an und erzielte den 6:1-Endstand. Im dritten Jahr wurde er mit KÍ färöischer Meister. Jónsson war damals 19 Jahre alt und es war auch 19 Jahre her, als KÍ das letzte Mal Meister wurde. In der Meistermannschaft standen damals neben ihm noch Spieler wie Jákup Mikkelsen, Allan Mørkøre und Kurt Mørkøre. 2003 wechselte er zum Ligakonkurrenten B36 Tórshavn.
Nach der ersten Saisonhälfte verließ Jónsson den Verein wieder und wechselte in die dänische Superliga zu Lyngby BK. Dort wurde er Profi und schoss von 1993 bis 1997 in 76 Spielen 18 Tore. Sein Debüt gab er am 29. Spieltag im Auswärtsspiel gegen den FC Kopenhagen, als er in der 46. Minute eingewechselt wurde. Das Spiel ging mit 0:3 verloren. Sein erstes Tor in der dänischen Spielklasse erzielte er am 32. Spieltag beim 4:1-Sieg gegen Aarhus GF, er traf zum 4:0. Aufgrund einer besonderen Vereinbarung war es ihm erlaubt worden, 1995 im Halbfinalrückspiel des Pokals bei KÍ Klaksvík auszuhelfen. Obwohl hierbei mit 2:0 gegen B68 Toftir gewonnen werden konnte, wurde die Finalteilnahme wegen des Hinspielergebnisses verfehlt.
Richtig bekannt wurde er in seiner Zeit beim FC Kopenhagen von 1997 bis 2004 mit 54 Toren in 167 Spielen. In dieser Zeit wurde der FCK dreimal Meister und einmal Pokalsieger. Bei den Fans des Clubs war er von Anfang an sehr beliebt. Viele bezeichnen ihn als den besten Stürmer im dänischen Fußball. Die erste Meisterschaft konnte in der Saison 2000/01 gefeiert werden, daraufhin wurde auch der dänische Supercup gegen den Pokalsieger Silkeborg IF mit 2:0 gewonnen. Der nächste Meistertitel folgte in der Saison 2002/03. In der UEFA Champions League 2003/04 wurde er mit seinem 1:1 gegen die Glasgow Rangers beinahe zum Volkshelden, allerdings wurde das Rückspiel mit 1:2 verloren. 2003/04 konnte der FC Kopenhagen die dritte Meisterschaft in Folge feiern. Mit einem 1:0 gegen Aalborg BK im Pokalfinale 2004 wurde zudem das Double erreicht. Der Supercup gegen den Pokalfinalisten Aalborg BK wurde mit 2:1 ebenfalls gewonnen. Die letzte Saison wurde mit dem Gewinn der Royal League gekrönt, im Finale kam er jedoch nicht zum Einsatz. In seiner Zeit beim FC Kopenhagen wurde Jónsson der erfolgreichste Torschütze der Vereinsgeschichte sowie der erfolgreichste ausländische Torschütze der dänischen Superliga.
Im Sommer 2005 wechselte Jónsson zu Start Kristiansand in die Tippeligaen. Dort gab er sein Debüt am 14. Spieltag im Auswärtsspiel gegen Lillestrøm SK, als er in der 80. Minute für Ben Wright eingewechselt wurde. Das Spiel ging 0:2 verloren. Sein erstes Tor in der höchsten norwegischen Spielklasse erzielte er am 16. Spieltag im Heimspiel gegen Lyn Oslo zum 1:1-Endstand. In der ersten Saison wurde die Vizemeisterschaft erreicht. Zum Ende des Jahres 2006 beendete Jónsson die Zusammenarbeit mit dem norwegischen Verein, um wieder mehr Zeit für seine Familie zu haben, die in Kopenhagen wohnt. Im Gespräch mit portal.fo erklärte Jónsson am 13. Oktober 2006, dass es aus familiären Gründen von einem Angebot aus Kopenhagen oder Umgebung abhänge, ob er nach dem Ende bei Start weiterhin Fußball spelt.
Weil ein Angebot aus Kopenhagen kam, wechselte Jónsson am 20. März 2007 zum dänischen Zweitligisten Fremad Amager. Gleichzeitig wurde er als einer der Hauptinvestoren Vorstandsmitglied des Vereins, den er bis 2010 in die dänische Superliga führen wollte. Dieses Unterfangen misslang jedoch. Direkt im ersten Jahr folgte der Abstieg in die dritte Liga, den er auch gemeinsam mit seinen Landsmännern Andrew av Fløtum und Jónas Þór Næs nicht verhindern konnte. Nach einem Zusammenschluss mit anderen Clubs zum FC Amager folgte in der Saison 2008/09 der Konkurs des neuen Vereins, Jónsson bedauerte dies anschließend. Fremad Amager spielt 2010/11 in der vierten Liga.
2009 gab er nochmal ein Comeback für KÍ Klaksvík und erzielte direkt beim ersten Einsatz in der ersten Liga ein Tor. Dies sollte jedoch das einzige in insgesamt acht Spielen bleiben, den erstmaligen Abstieg des Vereins konnte Jónsson nicht verhindern.

### Nationalmannschaft
Bis 2005 spielte Jónsson in der Fußballnationalmannschaft der Färöer. Sein Debüt gab er gemeinsam mit Eyðfinn Davidsen am 15. Juli 1991 im Freundschaftsspiel gegen die Türkei in Tórshavn, wobei er beim 1:1 den Führungstreffer erzielte. Mit neun Toren in 45 Spielen war er bis zum 21. November 2007 Rekordtorschütze seines Landes (als Rógvi Jacobsen den Rekord übertraf). Zum letzten Mal trat er am 3. September 2005 im WM-Qualifikationsspiel gegen Frankreich an, welches mit 0:3 in Lens verloren wurde. Jónsson wurde hierbei in der 67. Minute beim Stand von 0:2 gegen Rógvi Jacobsen ausgewechselt.

#### Tore für die Färöer
(färöisches Endergebnis fett)
- 15. Juli 1991 – 1:1 gegen die Türkei
- 6. September 1995 – 2:5 gegen Russland
- 11. Oktober 1995 – 3:1 gegen San Marino (alle drei Tore)
- 4. September 1996 – 2:6 gegen Spanien
- 30. April 1997 – 1:2 gegen Malta
- 8. Juni 1997 – 2:1 gegen Malta
- 4. Februar 2001 – 3:2 gegen Island

### Erfolge
- 1× Färöischer Meister: 1991
- 1× Färöischer Pokalsieger: 1990
- 3× Dänischer Meister: 2001, 2003, 2004
- 1× Dänischer Pokalsieger: 2004
- 2× Dänischer Supercup-Sieger: 2001 und 2004
- 1× Sieger der Royal League: 2005

## Persönliches
Jónsson sagt von sich selbst, dass er, wenn er nicht Fußballspieler geworden wäre, Tennisspieler sein würde. Auch Beach-Volleyball gehört zu seinen Freizeitsportarten. Er ist ein leidenschaftlicher Kinogänger und Liebhaber der färöischen Malerei.
Für die Zeit nach seiner sportlichen Karriere studiert er Mathematik.